# キーウ州

キーウ州
Київська область

2022年ロシアのウクライナ侵攻後のキーウ州の地域∶
占領されていないウクライナの領土
占領から解放されたウクライナの領土

キーウ州（キーウしゅう、ウクライナ語: Київська область、キエフ州）は、ウクライナ中北部の州。北はベラルーシのホメリ州と接する。

## 地理
| 母語話者（キーウ州） 2001 | 母語話者（キーウ州） 2001 | 母語話者（キーウ州） 2001 | 母語話者（キーウ州） 2001 | 母語話者（キーウ州） 2001 |
| ------------------------- | ------------------------- | ------------------------- | ------------------------- | ------------------------- |
|                           |                           |                           |                           |                           |
| ウクライナ語              | ウクライナ語              |                           | 92.3%                     | 92.3%                     |
| ロシア語                  | ロシア語                  |                           | 7.2%                      | 7.2%                      |

キーウ州はドニプロ・ウクライナの北部、ドニプロ川の流域の中部に位置する。
- 川：クラースナ川、プリピャチ川、ローシ川
- 湖：キーウ貯水池（英語版、ウクライナ語版）

主要都市にはビーラ・ツェールクヴァ、ボルィースピリなどがある。

## 歴史
- 1132年-1470年：ルーシのキエフ公国が存在した。
- 1471年-1793年：リトアニア大公国、ポーランド・リトアニア共和国のキエフ県が存在した。
- 1648年‐1782年：コサック国家のキエフ連隊・ボフスラーウ連隊・ビーラ・ツェールクヴァ連隊が存在した。
- 1932年2月27日：ウクライナ社会主義共和国のキーウ州が創立された。
- 1986年4月26日：州内の原子力発電所のチェルノブイリ原子力発電所で事故が発生した。

## 行政区分

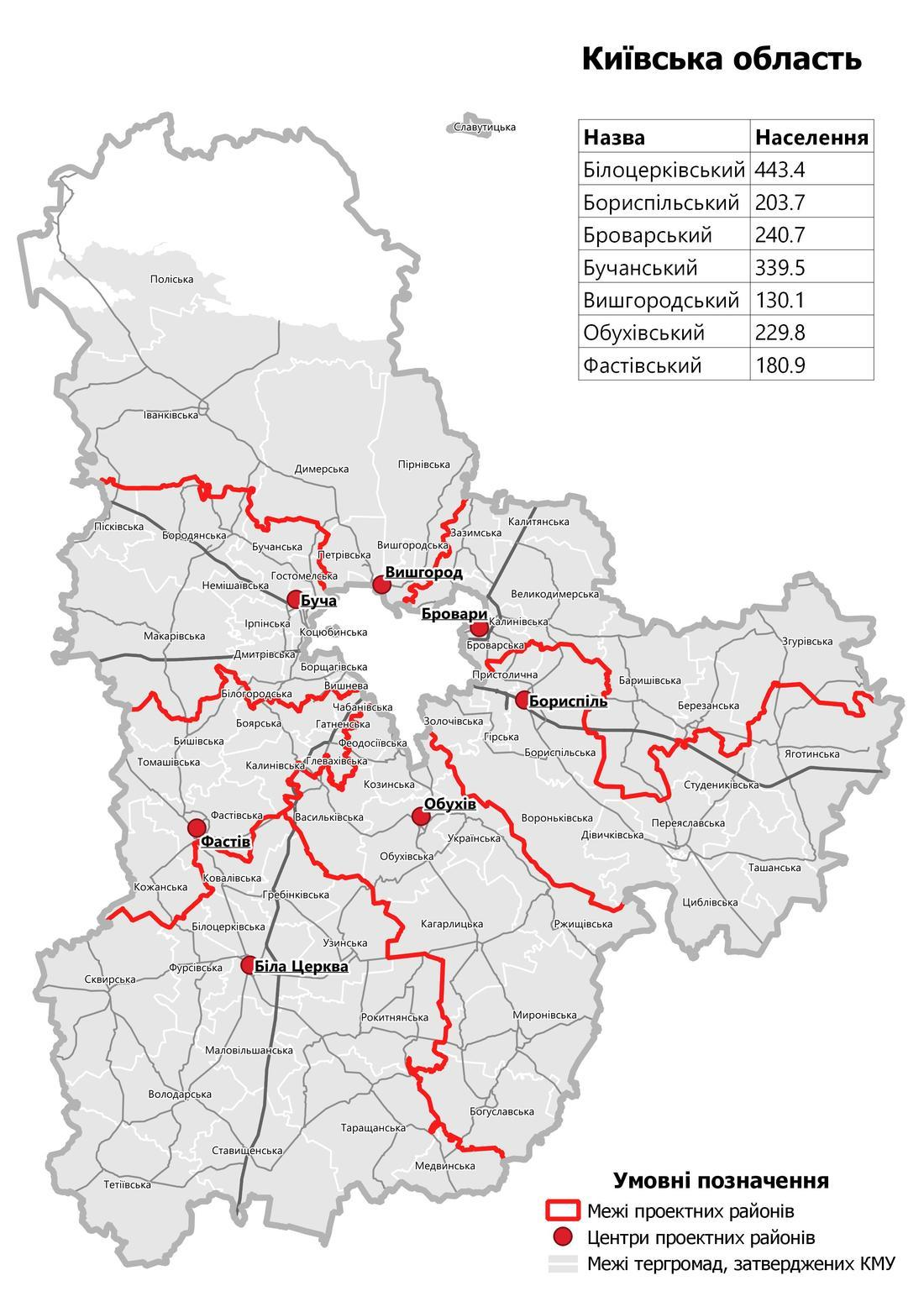
2020年7月の地方行政区画改編後に7地区に区分されたキーウ州地図

2020年7月の地方行政区画改編前のキーウ州地図

### 地区
2020年7月に行われたウクライナ最高会議の立法による行政改革に伴う地方行政区画再編で、26の地区（ラヨン）から7つのラヨンに統廃合された。

#### 2020年7月以降の7地区（ラヨン）
- ビーラ・ツェールクヴァ地区（Білоцерківський район）
  - （市）ビーラ・ツェールクヴァ
    - （村）クラスノホロードカ[3] · コリャーキウカ[4] · ジーブリウカ[5]  · ザクーティンツィ[6] · シチェルバーシェンツィ[7] · ソフィーイカ[8] · ドムィトレーンクィ[9] · フータ[10] · ブラーネ・ポーレ[11] · ポベレージュカ[12] · メードヴィン[13] · ムィタイーウカ[14]
- ボルィースピリ地区（Бориспільський район）
  - （市）ボルィースピリ
- ブロヴァルィー地区（Броварський район）
  - （市）ブロヴァルィー
- ブチャ地区（Бучанський район）
  - （市）ブチャ、イルピン
    - （都市型集落）コチュビンスケ、ホストーメリ、ボルゼル、ボロディアンカ、マカリウ
      - （村）ビロホロードカ、ブゾヴァ
- ヴィーシュホロド地区（ウクライナ語版、英語版） (Вишгородський район)
  - （市）ヴィーシュホロド
    - （村）カチュジャンカ · デミディウ
- オブーヒウ地区 (Обухівський район en)
  - （市）オブーヒウ、ヴァスィリキーウ、ボフスラーウ
    - （村）イヴァーニウカ[15] · イーウクィ[15] · イサーイクィ[15] · ヴィリホヴェーツィ[16] · ヴィタチウ[16] · オレクシーイウカ[17] · カランディーンツィ[18] · カルィーニウカ[18] · クィダニーウカ[19] · サーヴァルカ[20] · シュープィクィ[21] · スィヌィーツャ[20] · セムィホールィ[20] · チャーイクィ[21] · ディーブィンツィ[19] · デシュクィー[22] · テプティーイウカ[23] · トゥーヌィクィ[24] · トリピーッリャ[25] · ビイウツィー[26] · ホヒトヴァー[27] · ボロダニー[28] · ポターシュニャ[29] · ポロヴェーツィケ[30] · ムィサーイリウカ[31] · ムィハーイリウカ[32] · モスカレーンクィ[33] · ヤツュクィー[34] · リュタリー[35] · ロズコーパンツィ[36]
- ファースチウ地区 (Фастівський район en)
  - （市）ファースチウ（ウクライナ語版、英語版）（Фастів）

#### 廃止された地区（ラヨン）
2020年7月の地方自治体行政区画改革によって、またはそれ以前に廃止された地区（ラヨン）。
- バルィシーウカ地区（Баришівський район）
- ボフスラーウ地区（Богуславський район）
- ムィローニウカ地区（Миронівський район）
- ボロジャーンカ地区（Бородянський район）
- ヴァスィリキーウ地区（Васильківський район）
- ヴォローダルカ地区（Володарський район）
- ズフーリウ地区（Згурівський район）
- イヴァーンキウ地区（Іванківський район）
  - チェルノブイリ地区 - チョルノーブィリ（チェルノブイリ）等が所属していた。1988年にイヴァーンキウ地区に編入。
- カハルルィーク地区（Кагарлицький район）
- キーウ＝スヴァトーシノ地区（Києво-Святошинський район）
- マカーリウカ地区（Макарівський район）
- ペレヤスラウ＝フメリニツキー地区（Переяслав-Хмельницький район）
- ポリーシケ地区（Поліський район）
- ロクィートネ地区（Рокитнянський район）
- スクヴィーラ地区（Сквирський район）
- スタヴィーシュチェ地区（Ставищенський район）
- タラーシチャ地区（Таращанський район）
- テーチイウ地区（Тетіївський район）
- ヤホティーン地区（Яготинськийрайон）

## 人口
2001年ウクライナ国勢調査によるデータ。
- 総人口：1,827,900人[37]
- 都市人口：1,053,500人（58%）；農村人口：774,400人（42%）[38]
- 性別人口：男性は845,900人（46%）；女性は982,000人（54%）[39]

| \| 民族構成[40] \| 民族構成[40] \| 民族構成[40] \| 民族構成[40] \| 民族構成[40] \| \| ------------ \| ------------ \| ------------ \| ------------------- \| ------------------- \| \| \| \| \| \| \| \| ウクライナ人 \| ウクライナ人 \| \| 1,684,800人 (92.5%) \| 1,684,800人 (92.5%) \| \| ロシア人 \| ロシア人 \| \| 109,300人 (6.0%) \| 109,300人 (6.0%) \| \| ベラルーシ人 \| ベラルーシ人 \| \| 8,600人 (0.5%) \| 8,600人 (0.5%) \| \| ポーランド人 \| ポーランド人 \| \| 2,800人 (0.2%) \| 2,800人 (0.2%) \| |              |  |                     |                     |
| 民族構成 |              |  |                     |                     |
| |              |  |                     |                     |
| ウクライナ人 | ウクライナ人 |  | 1,684,800人 (92.5%) | 1,684,800人 (92.5%) |
| ロシア人 | ロシア人     |  | 109,300人 (6.0%)    | 109,300人 (6.0%)    |
| ベラルーシ人 | ベラルーシ人 |  | 8,600人 (0.5%)      | 8,600人 (0.5%)      |
| ポーランド人 | ポーランド人 |  | 2,800人 (0.2%)      | 2,800人 (0.2%)      |

## 経済
- ウズィーン砂糖製造工場（ウクライナの砂糖の7％を生産する）

## 文化
- 聖ムィコラーイ修道院 (ボフスラーウ)（ウクライナ正教会・キエフ総主教庁）

## 著名な出身者
- パーヴェル・ポポーヴィチ（1930年‐2009年） - ウズィーン市出身。第四目のソ連宇宙飛行士である。初めて宇宙に行ったウクライナ人。
- マルーシャ・ボフスラーウカ（17世紀） - ボフスラーウ市出身。コサックの譚歌の主人公。愛国の象徴。